# Московская Поморская старообрядческая община
Московская Поморская Старообрядческая община
Община староверов беспоповцев поморского согласия, находится в юрисдикции Древлеправославной Поморской Церкви

## История
После разгрома Московского выступления старообрядцев в 1682 г. (Хованщина) многие защитники древнего благочестия были казнены, другие были вынуждены покинуть город,  Москва навсегда перестала играть заметную роль в староверии. Развернувшиеся репрессии не позволяли проводить активной общинной жизни, особенно трудно стало находиться в городе дораскольным священникам, которые покидают город. Немногие оставшиеся старообрядцы проживали в основном на восточной окраине Москвы и в близлежащих селах, таких как Измайлово, Черкизово и др. В нач. XVIII в. весьма благосклонно, для укрепления связей, к староверам относилась вдовствующая царица Прасковья Фёдоровна, жившая в Измайловском дворце.
В период отсутствия священников возник вопрос о возможности отправления служб и треб мирянами, в том числе остро встала проблема заключения церковного брака, этот вопрос на протяжении XVIII-XIX веков станет одни из ключевых в беспоповском староверии.  Известно, что уже в 1685 году в Москве, возможность заключения брака у беспоповцев проповедовали Антон Кауров и Семен Артемьев.
В эти годы поморское общество в Москве состояло в основном из посадских людей и купцов. В начале XVIII века христиане-поморцы собирались по домашним моленным, в которых останавливались выговские отцы – Андрей и Симеон Дионисиевичи, Мануил Петров, а также Леонтий Федосеев – умерший в Москве в 1736 году. Здесь в нач. XVIII в. в течение девяти лет, представляя Выговский монастырь проживал Иоанн Дионисиевич Мышецкий, младший брат Выговских киновиархов. Уроженцем Москвы был Выговский киновиарх Андрей Борисович, уехавший на Выг в 1755 году. 
В 1765 году в Москве представители Московской поморской общины участвовали в Соборном диспуте с беглопоповцами о возможных способах и перспективах приобретения благодатного епископа. Беглопоповцы склонялись к приему епископа от никониан, с чем категорично не соглашались поморцы.
После сер. XVIII века в среде поморцев стала известна моленная Гавриила Артамонова, в которой бывал Иван Алексеев (Стародубский) и в которой Емельяновым В.Е. стал практиковаться бессвященнословный брак. На её основе в 1771 году была организована Монинская моленная. В этом же году был основан и Преображенский монастырь ставший духовным центром старопоморцев-федосеевцев. При императоре Николае I все общественные моленные были закрыты. На протяжении всего XIX века существовало также и большое количество молелен домашних (более 40). В середине XIX века среди московских поморцев, выявились сторонники наречного и наонного (которое вводил д.н. Антипа Андреев) пений. На базе этих групп образовались 1-я и 2-я Московская община старообрядцев-поморцев.

## 1-я Московская община старообрядцев-поморцев
В общине было принято наонное пение при Богослужении, храм этой общины находился в Переведеновском переулке.

## 2-я Московская община старообрядцев-поморцев
Община объединяла сторонников наречного пения. На средства купцов Морозовых, Зиминых, Ануфриевых и др. в 1908 году был построен храм в Токмаковом переулке, в котором в 1909 и 1912 годах проводились Всероссийские соборы староверов-поморцев. В храме этой общины с 1909 года заседал Совет Соборов и Съездов (после 1923 г. Высший Духовный Совет) - высший орган управления староверов-поморцев (Храм закрыт, а Совет распущен в 1930 году).

## Московская Поморская Старообрядческая община (в Преображенском монастыре)
В 1928-1930 годах после закрытия поморских храмов в Москве, общины объединились в одну и в качестве места пребывания был определен Никольский храм Преображенского монастыря (выкупленный у обновленцев), в котором община староверов-поморцев находится и в настоящее время.

## При написании статьи использовано
- Вургафт С. Г., Ушаков И. А. Старообрядчество. Лица, предметы, события и символы. Опыт энциклопедического словаря. — М.: 1996.
- Андреев В. П. Раскол и его значение в русской народной истории.
- Зеньковский. Русское старообрядчество.
- Архив Российского Совета Древлеправославной Поморской Церкви.